# M字开脚缚
M字開脚縛（日语：M字開脚縛り），是捆绑方式的一种，即将对象的脚部和腿部捆绑并向外张开形成M字腿。如果对象没有穿着下装和内裤，其阴部会一览无余，使其产生羞耻感。
为了产生束缚效果，通常会将对象的手部捆绑在腿部或进行连同手部一起捆绑的乳缚。

## M字开脚吊缚
M字开脚吊缚（日语：Ｍ字开脚吊り缚り），即不将对象脚部和腿部捆绑，而是将对象的膝盖用绳子吊起，并将对象进行乳缚后在其背后使用绳子将其吊起。